# Иван Томљеновић
Иван Томљеновић је доктор физике, професор на Природно-математичком факултету Универзитета у Бањалуци, професор на Електротехничком факултету Универзитета у Бањалуци, бивши потпредседник Републике Српске и члан Сената Републике Српске. 

## Биографија
Члан је Друштва физичара Републике Српске. Постао је Сенатор Републике Српске у другом сазиву Сената 2009. године. 